# Riudecanyes
Riudecanyes ist ein spanisches Dorf im Hinterland von Reus, das im Wesentlichen von der Landwirtschaft geprägt ist. In Riudecanyes leben einige Hundert Einwohner. Olivenplantagen dominieren das Landschaftsbild, unterbrochen werden sie von einem Stausee, der unter anderem auch Reus mit Wasser versorgt. Im Dorf bietet die örtliche Landwirtschaftsgenossenschaft Erzeugnisse der Gemeindebewohner (hauptsächlich Oliven und Olivenöl) an.
Oberhalb von Riudecanyes liegt das Castell Monestir d’Escornalbou, ein verlassenes Kloster aus dem 13. Jahrhundert, das Anfang des 20. Jahrhunderts zu einer Villa umgebaut wurde.
Riudecanyes gehört zum Bezirk Baix Camp.

## Persönlichkeiten
- Pere Abella i Freixes (1824–1877), Gesangslehrer, Komponist, Pianist und Dirigent